# كولي سانيتا
كولي سانيتا (ب اللغة النابولية : Ro Còllë ) هو كومونا (بلدية) في مقاطعة بينيفينتو في منطقة كامبانيا الإيطالية، وتقع على بعد حوالي 80 كيلومتر (50 ميل) شمال شرق نابولي وحوالي 25 كيلومتر (16 ميل) شمال بينيفينتو .
تقع كولي سانيتا على حدود البلديات التالية: باسيليس وCastelpagano وكاستلفيتيري في فال فورتور وكيركيلو و Reino (رينو,كابانبا)و Riccia (ريتشيا,أيطاليا) و San Marco dei Cavoti (سان ماركو دي كافوتي).

## روابط خارجية
- الموقع الرسمي